# Грехи в католицизме
Грех в католицизме определяется как «слово, действие или желание, противные вечному Закону». Грех понимается как недостаток любви к Богу и ближнему, оскорбление Бога, мятеж против Бога.

## Первородный грех
В католицизме, как и в христианстве в целом, считается, что все люди подвержены грехам после грехопадения Адама и Евы. Однако, первородный грех понимается как повреждение человеческой природы, но не её полная испорченность. В католицизме первородный грех не несёт характера личной вины потомков Адама и Евы, а лишь подразумевает склонность всех людей ко злу (называемую «похотью»), всеобщую подверженность страданию и смерти.

## Тяжёлые и обыденные грехи
Традиционное католическое учение различает грехи смертные (тяжёлые) и обыденные (повседневные или простительные). Смертный грех разрушает любовь в сердце человека и отвращает человека от Бога. Обыденный грех ослабляет любовь, но не разрывает союза с Богом. Однако обыденные грехи, совершённые без раскаяния, постепенно толкают к совершению тяжёлого греха. Смертный грех влечёт за собой отлучение от Бога и вечные страдания в аду, если не искупается раскаянием и прощением. В то время как обыденные грехи, согласно католическому учению, могут привести к временному наказанию в чистилище.
Для того чтобы грех считался смертным, необходимо одновременное соответствие трём условиям: грех должен касаться серьёзной материи (быть объективно тяжёлым), он должен совершаться с полным осознанием и с полным согласием. Серьёзность материи определяется десятью заповедями. Полное осознавание предполагает знание греховного характера действий. Невольное неведение греховности действий может ослабить вину или освободить от неё. Полное согласие означает свободу личного выбора. Чувственные импульсы, давление извне или патологическое расстройство могут уменьшить свободу выбора. Грех считается обыденным, если он не касается серьёзной материи или если касается серьёзной материи, но совершается не совсем сознательно или без полного согласия.
Источником прощения всех грехов считается жертва Иисуса Христа. Католическая церковь предписывает католикам для получения прощения исповедоваться в тяжёлых грехах по крайней мере один раз в год (в пасхальный период, начинающийся с Пепельной среды и заканчивающийся в торжество Троицы). Исповедание обыденных грехов, в отличие от тяжёлых, не является обязательным, но рекомендуется исповедовать их регулярно.

## Семь главных пороков
В католичестве (как и в православии) существует представление о главных грехах или пороках, которые порождают множество других грехов. Число таких грехов в католической традиции сложилось семь: гордыня, алчность, зависть, гнев, похоть, чревоугодие, уныние. По традиции их часто называют семью смертными грехами, хотя в официальных документах, в частности, в Катехизисе католической церкви они называются главными грехами, а теологическое понятие смертного греха отлично от них.

## Социальные грехи
Согласно католическому вероучению в человеческом обществе грехи создают социальные ситуации или «греховные структуры», которые толкают людей совершать зло. Их называют социальными грехами.
В марте 2008 года епископ Джанфранко Джиротти (Gianfranco Girotti) в интервью официальной газете Ватикана «L'Osservatore Romano» по аналогии с семью главными пороками личности перечислил семь социальных грехов современного мира, наносящих вред всему человечеству: загрязнение окружающей среды, усугубление социальной несправедливости, укрепление социального неравенства, чрезмерное обогащение некоторых членов общества и обнищание других, опыты в области генной инженерии, эксперименты над личностью и распространение наркотиков. Хотя число социальных грехов не ограничено приведённым рядом примеров, однако итальянская газета «La Reppublica» в комментарии к интервью епископа Джиротти назвала этот перечень «списком семи новых смертных грехов». В результате многие СМИ ошибочно сообщили, что Ватикан расширил список семи смертных грехов, добавив к традиционному перечню главных пороков новые, в то время как на самом деле это была лишь журналистская метафора «La Reppublica».